# Садиби Тверської області
Садиби Тверської області - неповний перелік історичних садиб, розташованих в Тверській області.
- Подорожній палац (Твер)
- Грузіно Полторацького М.К.
- Садиба Знаменське-Райок
- Садиба Нікольське-Черенчіци архітектора М.О. Львова
- Мітіно-Васильово, колись найбільша в краї
- Прямуіно Бакуніної Л.П.
- Тисяцьке
- Салтиково дворян Дурново
- Церква Різдва Богородиці, Салтиково

| Росія | Це незавершена стаття з географії Росії. Ви можете допомогти проєкту, виправивши або дописавши її. |